# 16. Kavallerie-Brigade (Deutsches Kaiserreich)
Die 16. Kavallerie-Brigade war ein Großverband der Preußischen Armee.

## Geschichte
Die 16.  Kavallerie-Brigade wurde am 5. November 1816 als Kavallerie-Brigade der Truppen-Brigade in Koblenz aufgestellt,  am 5. September 1818 Kavallerie-Brigade der 15. Division und erhielt am 22. Dezember 1819 nach deren Umbenennung in 16. Division die Bezeichnung 16. Kavallerie-Brigade. Sie  war bis zum Ausbruch des Ersten Weltkrieges Teil der 16. Division in Trier, die dem VIII. Armee-Korps zugeordnet war. Während des Krieges gehörte sie zur 3. Kavallerie-Division,  die unter der Führung des Höheren Kavallerie-Kommandos Nr. 4 stand. Chef dieser Zentrale war der General Gustav von Hollen.

### Standorte
- 1816 Koblenz
- 1818 Trier
- 1896 Saarbrücken
- 1912 bis 1918 Trier

### Gliederung
- 1820 bis 1849

9. Husaren-Regiment (Rheinisches), 8. Ulanen-Regiment (2. Rheinisches)
- 1850

12. Husaren-Regiment, 5. Ulanen-Regiment
- 1851

9. Husaren-Regiment, 7. Ulanen-Regiment
- 1852 bis 1867

2. Rheinisches Husaren-Regiment Nr. 9, Rheinisches Ulanen-Regiment Nr. 7, 9. Landwehr-Husaren-Regiment, 7. Landwehr-Ulanen-Regiment
- 1868 bis 1878

Wie 1851
- 1878 bis 1896

Westfälisches Dragoner-Regiment Nr. 7, 2. Rheinisches Husaren-Regiment Nr. 9
- 1896 bis 1913

Westfälisches Dragoner-Regiment Nr. 7, Ulanen-Regiment Großherzog Friedrich von Baden (Rheinisches) Nr. 7
- 1913 bis 1914

Jäger-Regiment zu Pferde Nr. 7 und Jäger-Regiment zu Pferde Nr. 8
- Kriegsgliederung 1914

Wie vor

### Deutscher Krieg 1866
Im Krieg Preußens gegen das Kaisertum Österreich nahm die Brigade unter Führung des Generals Anton von Below an den Schlachten bei Münchengrätz und Königgrätz teil. 

### Deutsch-Französischer Krieg 1870/1871
Die Brigade wurde im Feldzug gegen Frankreich zunächst unter dem Kommando des Generals Hermann von Rantzau eingesetzt und kämpfte später unter Führung des Generals Karl von Below.

### Erster Weltkrieg
Die Brigade wurde zunächst im Verband der 3. Kavallerie-Division an der West- und ab Frühjahr 1915 an der Ostfront eingesetzt. Zu den Kampfhandlungen, Gefechten und Schlachten siehe Kampfgeschehen der 3. Kavallerie-Division.

### Brigadekommandeure
| Name                                                 | Datum                                   |
| ---------------------------------------------------- | --------------------------------------- |
| nicht bekannt                                        | 5. November 1816 bis 30. November 1817  |
| Alexander Wilhelm Graf von der Goltz                 | 1. Dezember 1817 bis 21. Februar 1820   |
| Ludwig von Kalckreuth                                | 22. Februar 1820 bis 2. April 1820      |
| Wilhelm Ernst von Zastrow                            | 3. April 1820 bis 29. März 1828         |
| Karl Heinrich von Czettritz und Neuhaus              | 30. März 1828 bis 29. März 1833         |
| Friedrich von Szerdahely                             | 30. März 1833 bis 29. März 1837         |
| Bogislav Tauentzien von Wittenberg                   | 30. März 1837 bis 24. März 1841         |
| Wilhelm von der Horst                                | 25. März 1841 bis 3. April 1848         |
| Gustav von Schleinitz                                | 4. April 1848 bis 17. November 1852     |
| Wilhelm von Mutius                                   | 18. November 1852 bis 28. Mai 1858      |
| Alexander von Schoeler                               | 29. Mai 1858 bis 28. Januar 1863        |
| Theophil von Podbielski                              | 29. Januar 1863 bis 17. April 1865      |
| Anton von Below                                      | 18. April 1865 bis 14. September 1866   |
| Gustav Waldemar von Rauch                            | 15. September 1866 bis 29. Oktober 1866 |
| Friedrich Karl Emil zu Dohna-Schlobitten             | 30. Oktober 1866 bis 27. Juli 1868      |
| Hermann von Rantzau                                  | 28. Juli 1868 bis 22. Mai 1871          |
| Karl von Below                                       | 23. Mai 1871 bis 1. Januar 1875         |
| Heinrich von Hessen und bei Rhein                    | 2. Januar 1875 bis 3. März 1879         |
| Eduard von Brauchitsch                               | 4. März 1879 bis 13. März 1882          |
| Paul von Detmering                                   | 14. März 1882 bis 11. April 1886        |
| Karl von Heister                                     | 12. April 1886 bis 14. Juli 1890        |
| Paul von Bause                                       | 15. Juli 1890 bis 21. August 1891       |
| Karl von Gemmingen-Hornberg                          | 22. August 1891 bis 17. April 1893      |
| Karl von Voigt                                       | 18. April 1893 bis 15. Juni 1896        |
| Karl von Engelbrecht                                 | 16. Juni 1896 bis 23. Mai 1898          |
| Carl Paul Anton von Wallenberg                       | 24. Mai 1898 bis 6. Juli 1901           |
| Johann von Mechow                                    | 7. Juli 1901 bis 21. April 1902         |
| Gustav Freiherr von Starkloff                        | 22. April 1902 bis 13. November 1903    |
| Erich von Platen                                     | 14. November 1903 bis 21. März 1907     |
| Wedig Otto Rudolf von Zitzewitz                      | 22. März 1907 bis 26. Januar 1912       |
| Hermann Heidborn                                     | 27. Januar 1912 bis 3. September 1913   |
| Ulrich Kleemann                                      | 4. September 1913 bis 3. Dezember 1914  |
| Ulrich von Württemberg                               | 4. Dezember 1914 bis 9. November 1917   |
| Joan Alfred von Hülst                                | 10. November 1917 bis 6. September 1918 |
| Joachim von Schlichting                              | 7. September 1918 bis Kriegsende        |
| Jobst Hermann Prinz zur Lippe-Biesterfeld-Weißenfeld | 29. Januar 1919 (Demobilisierung)       |